# Территории коренных народов
Территории коренных народов — места (территории) на земном шаре, где сейчас проживают коренные народы.

## Индейские административные единицы
В Никарагуа и Панаме индейцам предоставлены автономные территориальные образования. В Никарагуа — Атлантический Северный (регион) и Атлантический Южный (регион) (вместе составляют 46,4 % всей площади страны). В Панаме — 5 комарок (22 % всей площади) — Эмбера-Вунаан, Куна-Яла, Ньобе-Бугле и субпровинциальные Куна-де-Мадуганди и Куна-де-Варганди. В Канаде — Региональная администрация кри.

## Эскимосские административные единицы
- Нунавут
- Нунавик
- Нунатсиавут
- Регион поселения инувиалуитов
- Гренландия

## США
Всего резерваций в США насчитывается около 300, однако не каждый из 550 официально признанных индейских народов имеет собственную резервацию. Некоторые народы имеют несколько резерваций, некоторые не имеют ни одной.

## Канада
В 1966 площадь всех индейских резервации составляла около 6 млн акров (24 281 км²), считавшихся собственностью 230 тыс. индейцев.
В Канаде насчитывается немногим более 600 племен. Проживают они преимущественно в резервациях, формальное число которых — 2370, причём вместе взятые они занимают площадь в 27,5 тысячи км² (это соответствует по площади лишь трети такой небольшой провинции Канады, как Нью-Брансуик), но на деле заселено менее 900 резерваций.

## Россия
В состав России входят 4 автономных округа и 22 республики. Эти субъекты федерации образованы по национально-территориальному признаку и изначально были населены титульными нациями, отличными от русской. Общая площадь республик и автономных округов составляет 41,5% территории страны. 
В настоящее время в пределах многих территорий коренных народов преобладает русское население. Например, в Чукотском АО проживает лишь 26,7% представителей коренных народов. Часть территорий устойчиво сохраняет преобладание коренного населения. В большей степени это касается республик Северного Кавказа, население которых исповедует ислам

## Бразилия

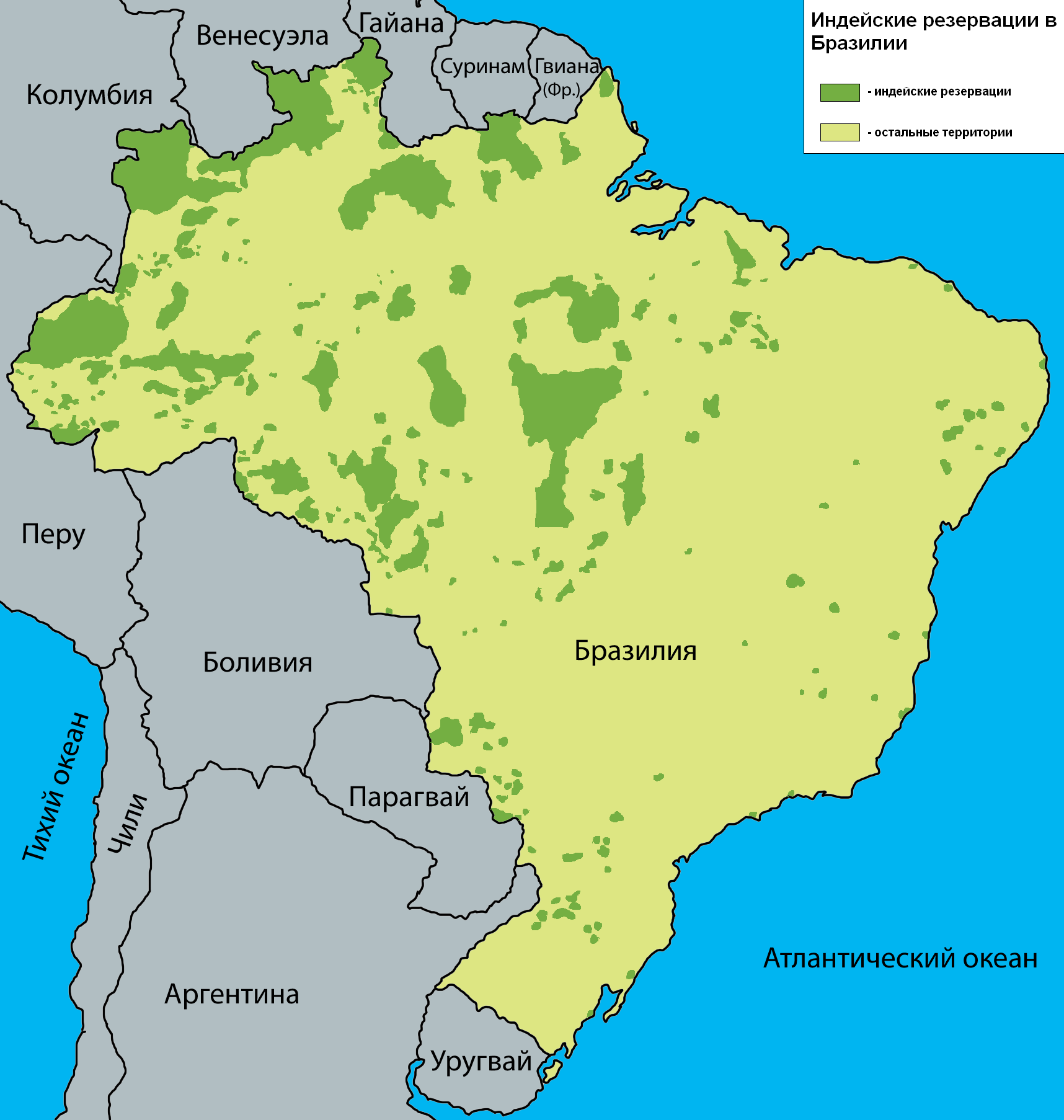
Индейские резервации в Бразилии

Согласно бразильской конституции 1988 года, все земли древних предков современных индейцев должны были быть переданы племенам в течение пяти лет, но этот процесс ещё не завершился. В настоящее время индейцам передано 1 105 258 км² земли (около 13 % территории страны и около 22 % джунглей Амазонки), это 672 резервации.

### Индейские территории по штатам
|  | Штат                | Число Индейских территории | Площадь Индейских территории (км2) | Процент от площадии штата |
|  | ------------------- | -------------------------- | ---------------------------------- | ------------------------- |
|  | Акри                | 36                         | 30721                              | 20,13 %                   |
|  | Алагоас             | 10                         | 130                                | 0,47 %                    |
|  | Амапа               | 6                          | 41965                              | 29,38 %                   |
|  | Амазонас            | 166                        | 527783                             | 33,6 %                    |
|  | Баия                | 26                         | 2345                               | 0,42 %                    |
|  | Сеара               | 11                         | 114                                | 0,08 %                    |
|  | Фед. округ Бразилиа | 0                          | 0                                  | 0 %                       |
|  | Эспириту-Санту      | 3                          | 76                                 | 0,16 %                    |
|  | Гояс                | 5                          | 405                                | 0,12 %                    |
|  | Мараньян            | 20                         | 19057                              | 5,74 %                    |
|  | Мату-Гросу          | 78                         | 188490                             | 20,87 %                   |
|  | Мату-Гросу -ду-Сул  | 49                         | 6781                               | 1,9 %                     |
|  | Минас-Жерайс        | 9                          | 670                                | 0,11 %                    |
|  | Пара                | 58                         | 305724                             | 24,5 %                    |
|  | Параиба             | 3                          | 338                                | 0,6 %                     |
|  | Парана              | 26                         | 944                                | 0,47 %                    |
|  | Пернамбуку          | 15                         | 1181                               | 1,2 %                     |
|  | Пиауи               | 0                          | 0                                  | 0 %                       |
|  | Рио-де-Жанейро      | 5                          | 24                                 | 0,05 %                    |
|  | Риу-Гранди-ду-Норти | 0                          | 0                                  | 0 %                       |
|  | Риу-Гранди-ду-Сул   | 45                         | 1088                               | 0,39 %                    |
|  | Рондония            | 24                         | 62526                              | 26,32 %                   |
|  | Рорайма             | 32                         | 195752                             | 87,27 %                   |
|  | Санта-Катарина      | 20                         | 562                                | 0,59 %                    |
|  | Сан-Паулу           | 28                         | 171                                | 0,07 %                    |
|  | Сержипи             | 1                          | 43                                 | 0,2 %                     |
|  | Токантинс           | 12                         | 25521                              | 9,19 %                    |
|  | Бразилия            | 672                        | 1105258                            | 13 %                      |

1. ↑  Some TIs cross state borders and are counted twice.
2. 1 2  Approximate. See above.

## Доминика
- en:Carib Territory

## Колумбия
- en:Category:Indigenous reserves in Colombia
- es:Departamentos de Colombia#Territorios indígenas
- es:Resguardo indígena

В Колумбии территории коренных народов создаются по соглашению между правительством и общинами коренных народов. Коренные территории в Колумбии в основном расположены в департаментах Амазонас, Каука, Гуахира, Гуавиаре и Ваупес.

## Гайана
- Epira Amerindian District (East Berbice-Corentyne Area)
- Epira Amerindian Reservation (East Berbice-Corentyne Area)
- Kanuku Amerindian District (Upper Takutu-Upper Essequibo Area)
- Karasabai Amerindian District (Upper Takutu-Upper Essequibo Area)
- Orealla Amerindian District (East Berbice-Corentyne Area)
- Orealla Amerindian Reservation (East Berbice-Corentyne Area)
- Pomeroon-Ituribisi Amerindian District (Pomeroon-Supenaam Area)
- Pomeroon-Ituribisi Indian Reservation (Pomeroon-Supenaam Area)
- Pomeroon-Ituribisi Reservation (Pomeroon-Supenaam Area)
- Saint Francis Amerindian District Guyana Area)
- Santa Amerindian District (Essequibo Islands-West Demerara Area)
- Wikki Amerindian District (Upper Demerara-Berbice Area)
- Wikki Amerindian Reservation (Upper Demerara-Berbice Area)
- Wikki Indian Reservation (Upper Demerara-Berbice Area)[5]

## Аргентина
Существует подобие индейских резерваций, где индейцев «охраняют» от вымирания. Таким образом, индейцы оказались изолированными от общества, оторванными от экономической, политической и культурной жизни страны.

## Чили
Арауканы в настоящее время расселены в южных районах центральной части страны, от реки Био-Био на севере до озера Льянкиуэ на юге. В основном это поселения в резервации Темуко. Закон о переселении индейцев в резервации был принят в Чили в 1868 году. Однако все большее число индейцев переселяется в города. Так, в конце XX века более 1/3 всех индейцев были городскими жителями.

## Белиз
- Aguacate Indian Reservation, Toledo
- Xpicilha Indian Reservation, Toledo
- Blue Creek Indian Reservation, Toledo
- Machaca Indian Reservation, Toledo
- Graham Creek Indian Reservation, Toledo
- Hinchasones Indian Reservation, Toledo
- Crique Sarco Indian Reservation, Toledo
- Black Creek Indian Reservation, Toledo[7]

## Коста-Рика
es:Territorios indígenas de Costa Rica
- Boruca Indian Reservation[8]
- Guaymi Indian Reservation[9]
- Horse Treks and Guayami Indian Reservation[10]